# Pyongyang Sinmun
Pyongyang Sinmun (Pyongyang News) är en nordkoreansk dagstidning grundad den 1 juni 1957 av Kim Il-sung. Den 1 januari 2005 lanserades tidningen också online. Tidningen ges ut av Koreas arbetarparti i Pyongyang och kommer ut sex dagar per vecka.